# Misato (Wakayama)
Misato (美里町, Misato-cho) was een gemeente in het District Kaiso van de Japanse prefectuur Wakayama.
In 2003 had de gemeente 3852 inwoners en een bevolkingsdichtheid van 43,06 inw./km². De oppervlakte van de gemeente bedroeg 89,45 km². 
Op 1 januari 2006 hield de gemeente op te bestaan als zelfstandige entiteit toen het fusioneerde met Nokami tot de nieuwe gemeente Kimino.